# Amenemhat I
Amenemhat I Hor Sehetepibtawy poi  Hor Wehem-mesut (... – 1964 a.C.) è stato un faraone egizio appartenente alla XII dinastia.

## Biografia
Fondatore della XII dinastia, questo sovrano ricoprì quasi sicuramente la carica di visir sotto Mentuhotep IV, ultimo sovrano della dinastia precedente, ricevendo da costui incarichi di notevole importanza. Salì al trono senza avere alcuna particolare legittimazione al rango reale forse sfruttando la mancanza di pretendenti legittimi, probabilmente attraverso l'adozione da parte del suo predecessore.

Anche il Canone Reale sottolinea questo cambio netto di dinastia riportando alla riga 5.19:
| () | F26 · n | W24 | Z7 | O49 | V15 · t | A24 | N17 · N17 · N23 · N23 | O49 |

... ẖnw it t3.wy
[Re] della residenza di Ity Tawy (la nuova capitale che Amenemhat fondò nella regione del Fayyum),
a cui fanno seguito le righe riportanti i nomi dei sovrani della XII dinastia.

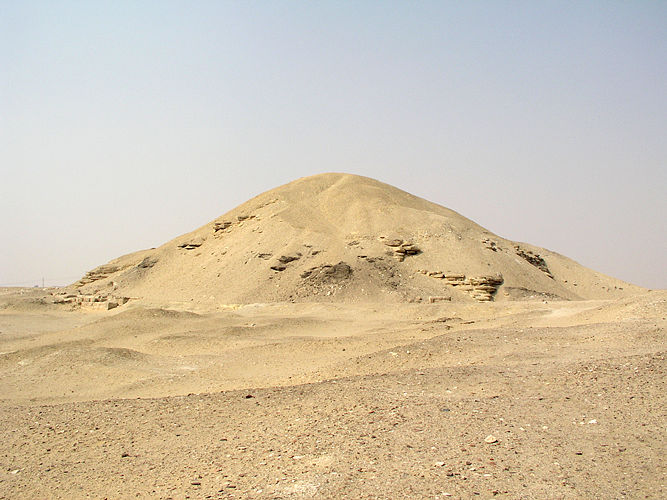
Rovine della piramide di Amenemhat I a el-Lisht

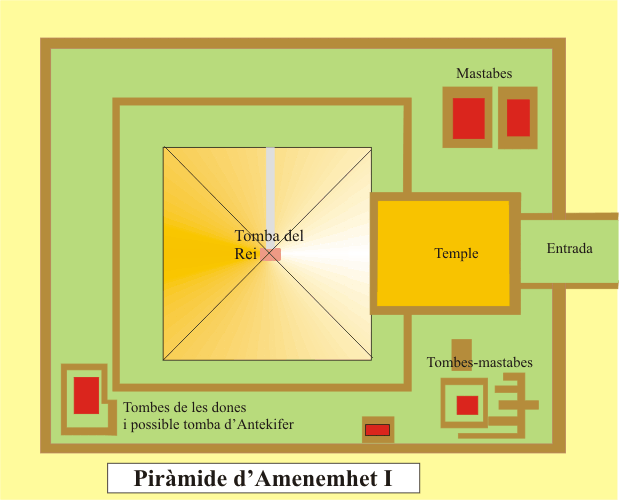
schema del recinto funerario di Amenemhat I a el-Lisht

Ad un certo punto del suo regno, forse nel 16º anno (dato che Manetone interpreta, erroneamente, come durata del regno stesso) il sovrano modificò parte della sua titolatura sostituendo il nome Horo con l'epiteto "rinnovatore delle nascite", con evidenti allusioni alla fondazione di una nuova dinastia. Nel 20º anno di regno associò il figlio Sesostri al trono, iniziando una pratica che sarebbe divenuta tradizione per tutta la dinastia ed anche in seguito.
In politica estera Amenemhat operò nelle tre direzioni tradizionali: verso la Nubia, la Libia e la penisola del Sinai.
In Nubia il controllo venne portato fino alla seconda cateratta del Nilo. Verso il Sinai, per tenere a bada i predoni nomadi, venne eretto, nel Delta orientale, un complesso sistema di fortificazioni detto il "muro del Principe".
Il fatto che tutte le azioni verso l'esterno siano datate negli ultimi anni del regno porta a ritenere che Amenemhat abbia dovuto dedicare molte delle sue energie nella ristrutturazione dello stato ed anche a riaffermare e consolidare il suo diritto al trono: alcune fonti confermano infatti l'esistenza di altri pretendenti al trono (Kakara Ini, Ibkhenetra e Segerseni) il cui potere si sarebbe limitato alla regione di Copto ed alla Nubia e che vennero sconfitti dopo alcuni anni di guerra.
Le circostanze della morte di Amenemhat, ucciso da una congiura di palazzo, nata in seno all'harem, in un momento in cui il figlio Sesostri si trovava impegnato in una campagna militare contro le popolazioni libiche, portano a pensare che esistesse un'opposizione, anche interna alla famiglia reale, alla stabilizzazione della nuova dinastia.

Rilevante testo inerente al regno di questo sovrano è l'opera sapienziale L'insegnamento di Amenemhat per il figlio Sesostri, testamento politico del sovrano (è probabile che il testo sia stato scritto, o modificato, durante il regno del figlio).
Amenemhat I venne sepolto nel proprio complesso piramidale, nella necropoli di el-Lisht.

## Famiglia
Senuseret (Sesostri)
| F12 | S29 | D21 · X1 | O34 · N35 |

s-n-wrt
Il nome del padre di Amenemhat, probabilmente un sacerdote, è noto da un'iscrizione rinvenuta nel tempio di Karnak.
Nefret
| F35 | I9 · D21 · X1 |

nfrt
La madre di Amenemhat era originaria di Elefantina.
Nefertitatjenen
| F35 | I9 · D21 · X1 | M17 | X1 · N18 | V13 · D21 | M22 · M22 · O34 | C18 |

nfrti -t3-tnn
Nefertitatjenen fu la moglie principale, grande sposa reale, di Amenemhat
Neferu (figlia)
| F35 | F35 | F35 |

nfrw
Sobekneferu (figlia)
| S29 | D58 | V31 | F35 | F35 | F35 |

sbk-nfrw
Dedet (figlia)
| X8 | X8 | X1 |

ddt
Neferusherit (figlia)
| F35 | F35 | F35 | N37 · D21 | M17 | X1 · G37 |

nfrw-šrit

## Liste reali
| N5 | s | R4 · t | p | ib |

| N5 | s | R4 · t | p | ib |

| N5 | s | R4 · t | p | ib |

| N5 | s | R4 · t | p | ib |

| N5 | s | R4 · t | p | ib |

| N5 | s | R4 · t | p | ib |

| N5 | s | R4 · t | p | ib |

| N5 | s | R4 · t | p | ib |

| N5 | s | R4 · t | p | ib |

| N5 | s | R4 · t | p | ib |

| N5 | s | R4 · t | p | ib |

| N5 | s | R4 · t | p | ib |

| N5 | s | R4 · t | p | ib |

| N5 | s | R4 · t | p | ib |

| N5 | s | R4 · t | p | ib |

| N5 | s | R4 · t | p | ib |

| HASH | p | ib | Z1 | G7 |

| HASH | p | ib | Z1 | G7 |

| HASH | p | ib | Z1 | G7 |

| HASH | p | ib | Z1 | G7 |

| HASH | p | ib | Z1 | G7 |

| HASH | p | ib | Z1 | G7 |

| HASH | p | ib | Z1 | G7 |

| HASH | p | ib | Z1 | G7 |

| N5 | s | R4 · t | p | ib |

| N5 | s | R4 · t | p | ib |

| N5 | s | R4 · t | p | ib |

| N5 | s | R4 · t | p | ib |

| N5 | s | R4 · t | p | ib |

| N5 | s | R4 · t | p | ib |

| N5 | s | R4 · t | p | ib |

| N5 | s | R4 · t | p | ib |

## Titolatura
Prima parte del regno
| G5 |

| G5 |

| s | R4 · ib | N16 · N16 |

| s | R4 · ib | N16 · N16 |

| s | R4 · ib | N16 · N16 |

| s | R4 · ib | N16 · N16 |

| s | R4 · ib | N16 · N16 |

| s | R4 · ib | N16 · N16 |

| s | R4 · ib | N16 · N16 |

| s | R4 · ib | N16 · N16 |

| G16 |

| G16 |

| s | R4 · ib | N16 · N16 |

| s | R4 · ib | N16 · N16 |

| G8 |

| G8 |

| F36 · G5 · S12 |

| F36 · G5 · S12 |

| M23 · X1 | L2 · X1 |

| M23 · X1 | L2 · X1 |

| N5 | s | R4 · ib |

| N5 | s | R4 · ib |

| N5 | s | R4 · ib |

| N5 | s | R4 · ib |

| N5 | s | R4 · ib |

| N5 | s | R4 · ib |

| N5 | s | R4 · ib |

| N5 | s | R4 · ib |

| G39 | N5 |

| G39 | N5 |

| i | mn · n | m | F4 |

| i | mn · n | m | F4 |

| i | mn · n | m | F4 |

| i | mn · n | m | F4 |

| i | mn · n | m | F4 |

| i | mn · n | m | F4 |

| i | mn · n | m | F4 |

| i | mn · n | m | F4 |

Seconda parte del regno
| G5 |

| G5 |

| F25 | F31 | t | G43 |

| F25 | F31 | t | G43 |

| F25 | F31 | t | G43 |

| F25 | F31 | t | G43 |

| F25 | F31 | t | G43 |

| F25 | F31 | t | G43 |

| F25 | F31 | t | G43 |

| F25 | F31 | t | G43 |

| G16 |

| G16 |

| F25 | F31 | G43 · t |

| F25 | F31 | G43 · t |

| G8 |

| G8 |

| F25 · F31 · G5 · S12 |

| F25 · F31 · G5 · S12 |

| M23 · X1 | L2 · X1 |

| M23 · X1 | L2 · X1 |

| N5 | s | R4 · t · p | ib |

| N5 | s | R4 · t · p | ib |

| N5 | s | R4 · t · p | ib |

| N5 | s | R4 · t · p | ib |

| N5 | s | R4 · t · p | ib |

| N5 | s | R4 · t · p | ib |

| N5 | s | R4 · t · p | ib |

| N5 | s | R4 · t · p | ib |

| G39 | N5 |

| G39 | N5 |

| i | mn · n | m | F4 |

| i | mn · n | m | F4 |

| i | mn · n | m | F4 |

| i | mn · n | m | F4 |

| i | mn · n | m | F4 |

| i | mn · n | m | F4 |

| i | mn · n | m | F4 |

| i | mn · n | m | F4 |

## Altre datazioni
| Autore        | Anni di regno         |
| ------------- | --------------------- |
| Grimal        | 1991 a.C. - 1962 a.C. |
| Malek         | 1980 a.C. - 1951 a.C. |
| von Beckerath | 1976 a.C. - 1947 a.C. |